# Грязнов, Александр Матвеевич
Александр Матвеевич Грязнов (1918—1941) — советский танкист, участник Великой Отечественной войны, Герой Советского Союза.

## Биография
Родился в 1918 году в селе Козловка Татарского уезда Томской губернии (ныне Татарского района Новосибирской области). В 1923 году семья переехала в село Трезвоново Тюменцевского района Алтайского края
После школы окончил курсы механизаторов, работал трактористом в колхозе.
В феврале 1940 года был призван в Красную Армию, на фронте был с первых дней войны. Командир первого отделения 163-го отдельного разведывательного батальона (104-я стрелковая дивизия, 14-я армия).
6 июля 1941 года экипаж танка Т-37 вступил в бой с отрядом белофиннов около Кандалакши. Когда кончились боеприпасы, командир танка ефрейтор Грязнов и механик-водитель Игнатов подорвали танк вместе с окружившим противником.
Указом Президиума Верховного Совета СССР «О присвоении звания Героя Советского Союза начальствующему составу Красной Армии» от 22 июля 1941 года за «образцовое выполнение боевых заданий командования на фронте борьбы с германским фашизмом и проявленные при этом отвагу и геройство» удостоен звания Героя Советского Союза посмертно.

## Награды и звания
- Герой Советского Союза (22 июля 1941, посмертно) — за образцовое выполнение боевых заданий Командования на фронте борьбы с германским фашизмом и проявленные при этом отвагу и геройство
- Орден Ленина (22 июля 1941, посмертно) — за образцовое выполнение боевых заданий Командования на фронте борьбы с германским фашизмом и проявленные при этом отвагу и геройство

## Память
- В декабре 1942 года земляки героя, колхозники сельхозартелей «Памяти Чапаева» и «Весёлый труд» явились инициаторами сбора денежных средств на постройку именного танка «Александр Грязнов»[2].
- В 1947 г. село Трезвоново Тюменцевского района Алтайского края переименовано в Грязново[3].
- На месте гибели установлен памятный знак.
- В честь Грязнова названа улица в его родном селе Козловке, а на территории историко-краеведческого музея имени Н. Я. Савченко в городе Татарске Новосибирской области поставлен на пьедестал танк Т-34.
- Также в честь Грязнова названа улица в посёлке Алакуртти (Мурманская область).